# Austrolimnophila oculata
Austrolimnophila oculata là một loài ruồi trong họ Limoniidae. Chúng phân bố ở miền Australasia.